# Alestar
De Alestar (Russisch: Алестар) is een 14 kilometer lange rivier in het district Bystrinski op het Russische schiereiland Kamtsjatka.
De rivier ontspringt op de zuidelijke hellingen van de 1556,5 meter hoge berg Laoetsjan het Centraal Gebergte en stroomt langs de oostzijde van de berg Kabalan naar het zuiden om van rechts uit te stromen in de rivier Sjanoetsj op 21 kilometer van de monding daarvan in de rivier Itsja.